# 伊斯塔布奇 (密西西比州)
伊斯塔布奇（英語：Eastabuchie）是位於美國密西西比州福雷斯特縣及瓊斯縣的普查規定居民點。

## 人口
根據2020年美國人口普查的數據，伊斯塔布奇的面積為4.91平方千米，當中陸地面積為4.89平方千米，而水域面積為0.02平方千米。當地共有人口187人，而人口密度為每平方千米38.09人。